# زينيت سالي
زينيت سالي هي مغنية قبرصية - تركية تحمل الجنسية البريطانية ولدت في 29 أبريل 1975.

## وصلات خارجية
- زينيت سالي على موقع IMDb (الإنجليزية)
- زينيت سالي على موقع ميوزك برينز (الإنجليزية)
- زينيت سالي على موقع ديسكوغز (الإنجليزية)
- زينيت سالي على موقع قاعدة بيانات الفيلم (الإنجليزية)